# Hannah Szenes
Pour les articles homonymes, voir Szenes.
 (décembre 2014).
Hannah Szenes ou Chana Senesh (1921-1944), d'origine hongroise, fut l’une des 37 personnes juives vivant en Palestine mandataire qui ont suivi l’entraînement spécial britannique pour être parachutées ou infiltrées en Europe en vue d’aider à sauver les Juifs et servir d'agents de liaison avec l'armée britannique,.

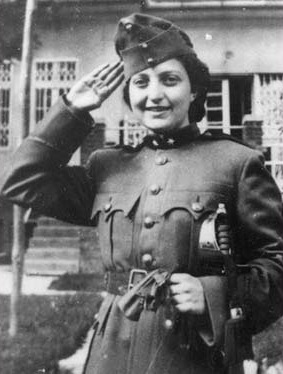
Hannah Szenes.

Elle fut arrêtée à la frontière hongroise, emprisonnée et torturée, mais refusa de révéler les détails de sa mission et fut finalement jugée et fusillée. C’est une héroïne en Israël : parmi les rues portant un nom de femme, le sien est celui qui revient le plus fréquemment (devant celui de Golda Meir), et ses poèmes sont très connus.

## Biographie
Hannah Szenes est née à Budapest, en Hongrie, dans une famille juive assimilée. Son père, Béla, était journaliste et auteur dramatique. Sa mère s'appelait Katrina, née Salzberger, et son frère Gyuri. Tous résidaient à Rózsadomb un quartier cossu de Budapest.
Dans le cadre de la magyarisation, la famille dut adopter un nom de famille hongrois, elle adopta donc celui de Szenes à la place de Schlesinger.

### Premières années
Hannah Szenes naît le 17 juillet 1921, née avec le prénom Anikó. Elle a six ans lorsque son père meurt et continue à vivre avec sa mère et son frère.
Elle entre dans une école privée protestante pour filles, qui accepte des élèves catholiques et juives moyennant une forte participation financière.
Réalisant la précarité croissante de la situation des Juifs en Hongrie, Hannah Senesh de religion juive Néologue  apprend l'hébreu dès qu'elle décide de faire son Alyah. Elle rejoint le mouvement de jeunesse  "Maccabea Hatzaïr" qui formait les jeunes à émigrer en Palestine sous le mandat britannique alors que les quotats sont très restreints. Elle écrit : « Je suis devenue sioniste. Je sens désormais de façon consciente et forte que je suis juive et fière de l'être. Mon but est de partir en Palestine... »

### Nahalal
Hannah Szenes obtient son diplôme en 1939. Elle décide la même année d’émigrer en Palestine, alors sous mandat britannique, à bord du Bessarabia, un navire roumain, pour étudier à l’école d’agriculture pour filles de Nahalal, et trouve le travail agricole routinier et épuisant.
Elle rejoint le kibboutz Sdot Yam en 1941. En 1943, elle s’engage dans l’armée britannique et commence son entraînement en Égypte comme parachutiste pour le service secret Special Operations Executive (SOE).

### Arrestation et torture
En mars 1944, dans le cadre de l'opération Het, première lettre en hébreu du mot « Hadira », « Infiltration », visant à infiltrer l'Europe nazie dans un groupe de 37 Juifs de Palestine, elle va au Caire puis à Bari avant d’être parachutée en Yougoslavie avec deux collègues masculins, Yoel Palgi et Peretz Goldstein. Ils rejoignent un groupe de partisans.
Leur mission comporte deux volets : l’espionnage au profit du Royaume-Uni ; le sauvetage de juifs.
Après leur atterrissage, ils apprennent que les Allemands ont déjà envahi la Hongrie et mis en place le Gouvernement d'unité nationale, sous domination des Croix-Fléchées, ce qui conduit les deux hommes à interrompre la mission, qu’ils jugent trop dangereuse. Elle continue seule et se dirige vers la frontière hongroise.
À la frontière, elle est arrêtée par des gendarmes hongrois, qui trouvent l’émetteur radio britannique qu’elle porte et qu’elle utilise pour communiquer avec le SOE et avec les autres partisans. Elle est emmenée à la prison de Budapest, attachée à une chaise, nue, fouettée et frappée à coups de bâton pendant plusieurs heures. Les gardiens veulent connaître le code de son émetteur, de manière à pouvoir localiser les autres parachutistes. Elle ne le leur donne pas, même quand ils amènent sa mère dans sa cellule et la menacent elle aussi de torture.
Sa mère, Katerina Szenes, se rend auprès de Rudolf Kastner, du comité d'aide et de sauvetage, pour qu’il lui rende visite en prison, ce qu’il n’a pas fait. Des discussions au sujet d’Hannah Szenes ont eu lieu au comité et Kastner en a parlé à la Croix-Rouge.
En prison, elle utilise un miroir pour envoyer des signaux aux Juifs détenus dans les autres cellules, et communique avec eux en utilisant de grandes lettres hébraïques découpées, qu’elle place une par une sur sa fenêtre et en dessinant l’étoile de David dans la poussière. Elle essaye de maintenir leur moral en chantant.

### Jugement et exécution
Hannah Szenes est jugée pour trahison le 28 octobre. Le verdict est repoussé deux fois : la première, pour donner un délai de huit jours supplémentaires aux juges, et la deuxième en raison de la nomination d’un nouvel assesseur.
Accusée d'avoir trahi la Hongrie, elle répondit que "Les traîtres sont ceux qui ont semé le désastre sous les pas du peuple."
Elle est exécutée le 7 novembre, avant que les juges aient rendu leur décision.

## Après sa mort

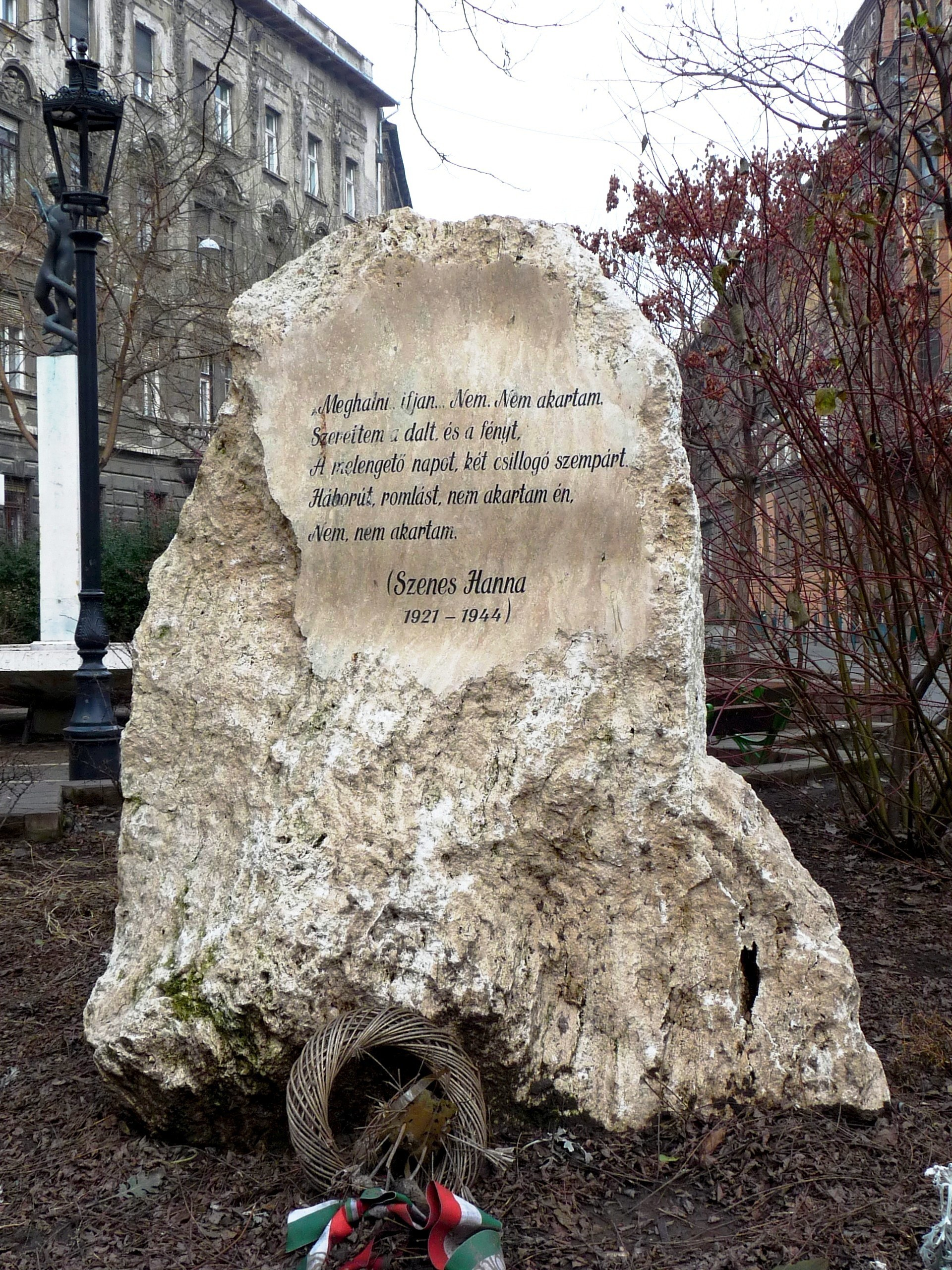
Mémorial pour Hannah Szenes à Budapest

Son journal est publié en hébreu en 1946.
En 1950, ses restes sont ramenés en Israël et enterrés au cimetière du Mont Herzl, à Jérusalem.
Hannah Szenes est depuis sa mort l’objet d’un véritable culte : tous ses écrits et poèmes ont été publiés et republiés, le kibboutz Sdot Yam célèbre annuellement sa mémoire, les journaux pour la jeunesse, les mouvements de jeunesse et les écoles font encore souvent référence à elle, ses poèmes sont toujours connus, l’un d’eux a été mis en musique par David Zahavi et une pièce de théâtre en sa mémoire écrite par Aharon Megged est créée en 1958 au théâtre Habimah au cours de l’affaire Kastner. Les discours actuels qui instrumentalisent sa mémoire opposent sa résistance active et l’idée de rébellion, opposées au discours sur les masses juives passives en Europe et la condamnation des judenrats. Dans un passage censuré d’une pièce de théâtre de 1985 consacré à Kastner, l’idée que c’est Hannah Szenes elle-même qui aurait pu, sous la torture, donner ses camarades parachutistes, est avancée (ce que pensaient Joel et Hansi Brand). Ces trois lignes de texte ont été débattues à la Knesset dans les années 1990, et ce n’est qu’après la mort du frère d’Hannah Szenes que la Cour suprême a levé la censure.
Le 5 novembre 1993, après la fin de la Guerre froide, sa famille en Israël est informée qu’une cour militaire hongroise l’a officiellement innocentée.
En 2004, l’association pour la perpétuation de l’héritage et de la mission d’Hannah Szenes élève un mémorial à Hannah Szenes, et fait rapatrier sa pierre tombale au cimetière de Budapest en 2007. Parallèlement, depuis les années 1950, la mémoire d’Hannah Szenes est perpétuellement opposée à celle de Rudolf Kastner.

## Œuvres
Hannah Szenes a tenu son journal jusqu’à son dernier jour.
Szenes fut un poète et un auteur de théâtre. Elle écrivait aussi bien en hongrois qu’en hébreu. Voici quatre de ses poèmes.
- Le plus connu est Halikha LeKesariya ("Une balade à Caesarea"), communément désignée par Eli, Eli ("Mon Dieu, Mon Dieu"), que beaucoup de chanteurs ont chanté, y compris Regina Spektor et Sophie Milman, et qui a été utilisé pour clore certaines versions du film La Liste de Schindler[4] :Mon Dieu, mon Dieu,

Que jamais ne finissent

Le sable et la mer,

Les eaux jaillissantes,

Le rougeoiement du ciel,

La prière de l’Homme.

- Un autre :

La voix a appelé, et je suis venue.

Je suis venue, parce que la voix a appelé.
- Voici le dernier chant qu’elle écrivit après avoir été parachutée dans un camp de partisans en Yougoslavie :

Bénie soit l’allumette qui se consume comme du petit bois dans la flamme.

Bénie soit la flamme qui brûle dans la forteresse secrète du cœur.

Béni soit le cœur assez robuste pour arrêter de battre pour l’honneur.

Bénie soit l’allumette qui se consume comme du petit bois dans la flamme.
- Les lignes suivantes ont été trouvées dans la cellule d’Hannah après son exécution :

Un - deux - trois... huit pieds de long

Deux enjambées, le repos est sombre...

La vie est un point d'interrogation éphémère

Un - deux - trois... peut-être une autre semaine.

Ou le mois prochain pourra me trouver encore ici,

Mais la mort, je la sens proche.

J’aurais eu 23 ans en juillet prochain.

J'ai joué à ce qui importait le plus, les dés ont roulé. J'ai perdu.

## Filmographie
- 1988 : La Guerre d'Hanna (Hanna's War), film biographique de Menahem Golan - Hannah Szenes y est incarnée par Maruschka Detmers.
- 2008 : Blessed is the Match, the Life and Death of Hannah Senesh, documentaire Katahdin Films.

## Sources